# Richard Bremmer
Richard Bremmer (Warwickshire, 27 gennaio 1953) è un attore britannico, che ha interpretato Lord Voldemort in una scena di Harry Potter e la pietra filosofale e Skeld nel film Il 13º guerriero.

## Filmografia parziale

### Cinema
- Il 13º guerriero (The 13th Warrior), regia di John McTiernan (1999)
- Harry Potter e la pietra filosofale (Harry Potter and the Sorcerer's Stone), regia di Chris Columbus (2001)
- Infiltrato speciale (Half Past Dead), regia di Don Michael Paul (2002)
- La setta dei dannati (The Order), regia di Brian Helgeland (2003)
- Uccidere il re (To Kill a King), regia di Mike Barker (2003)
- 2 cavalieri a Londra (Shanghai Knights), regia di David Dobkin (2003)
- Control, regia di Anton Corbijn (2007)
- Les Misérables, regia di Tom Hooper (2012)
- Turner (Mr. Turner), regia di Mike Leigh (2014)
- Heart of the Sea - Le origini di Moby Dick (In the Heart of the Sea), regia di Ron Howard (2015)
- Swallows and Amazons, regia di Philippa Lowthorpe (2016)
- In Fabric, regia di Peter Strickland (2018)
- The Song of Names, regia di François Girard (2019)
- Star Wars - L'ascesa di Skywalker (Star Wars: The Rise of Skywalker), regia di J. J. Abrams (2019)
- Flux Gourmet, regia di Peter Strickland (2022)

### Televisione
- Made in Britain – film TV (1982)
- Metropolitan Police (The Bill) – serie TV, 2 episodi (1994-1996)
- Peak Practice – serie TV, 1 episodio (1999)
- Coronation Street – serie TV, 1 episodio (2004)
- Casualty – serie TV, 1 episodio (2004)
- Miss Marple (Agatha Christie's Marple) – serie TV, episodio 2x01 (2006)
- Crusoe  – serie TV,  2 episodi (2008-2009)
- Holby City – serie TV,  1 episodio (2010)
- I Borgia (The Borgias) – serie TV, episodio 1x01 (2011)
- The Hollow Crown – serie TV,  1 episodio (2012)
- Molly Cooper: Omicidio sul fronte (Murder on the Home Front) – film TV (2013)
- Beowulf: Return to the Shieldlands – serie TV, 1 episodio (2016)
- L'alienista (The Alienist) – serie TV, 1 episodio (2018)
- Into the Badlands – serie TV, 1 episodio (2018)
- The Third Day – miniserie TV, 3 episodi (2020)

## Doppiatori italiani
Nelle versioni in italiano delle opere in cui ha recitato, Richard Bremmer è stato doppiato da:
- Luciano Roffi ne Il 13º guerriero
- Roberto Draghetti in La setta dei dannati
- Carlo Reali in Heart of the Sea - Le origini di Moby Dick
- Oliviero Dinelli in Turner
- Nino Prester in Infiltrato speciale